# Рахматуллина, Лейсан Зуфаровна
Рахмату́ллина Лейса́н Зуфа́ровна (19 августа 1964 года, Аккузево, Илишевский район Башкирской АССР) — график-акварелист, лауреат республиканской премии имени Ш. Бабича (1997).

## Биография
Лейсан Зуфаровна Рахматуллина родилась 19 августа 1964 года в деревне Аккузево Илишевского района Башкирской АССР. В 1986 году окончила художественно-графический факультет Башкирского государственного педагогического института, педагоги Н. А. Калинушкин, Т. Х. Масалимов, А. И. Масленников. Дипломная работа — серия акварельных портретов.
В настоящее время живёт и работает в г. Уфе. Лейсан Зуфаровна — признанный мастер акварели, член Союза художников России (1996) и Башкортостана.
Член Творческого объединения «Артыш» с 1995 года.
Картины Рахматуллиной находятся в собраниях музеев и картинных галерей: Башкирский Государственный художественный музей им. М. В. Нестерова в Уфе, Ирбитский государственный музей изобразительных искусств(Свердловская обл. РФ), музей с. Верхнеяркеево (Илишевский р-н, РБ), Курганский областной Художественный музей, ГНИ «Урал» МК и НП РБ в Уфе, Картинная галерея г. Кумертау (РБ) и в частных собраниях в России и за рубежом (Израиль, Турция, Швеция, Чешская республика).

## Творчество
Серии работ «По Северному Байкалу», «Очертания», «Байкальский мотив», «По Ольхону», «Первоцвет Байкала», «Сияние Ольхона», «Возвращение к Байкалу», «Первоцвет Байкала» 1990г, «По Турции. Сапанджа».
Диптих «Цветы», 1988 г. Работы «Грусть», «Разговор», «Чёрное в белом» из серии «Состояния», 1989 г. Триптих «Флюиды», 1995 г. «Вечер в Плесе», «Диалог», «Дорога в Питер, 2007», «Весна на Рабкоров», «Жёлтая радуга», «Солнца озарения», «Оранжевый вечер».

## Награды
Награды специальных Международных выставок и конкурсов: Диплом I Международной выставки акварельной живописи «Аквабиеннале» (2004, Петрозаводск); II премия на VII Международном конкурсе «Акварель года» (2005, Москва); Диплом II Международной выставки акварельной живописи «Аквабиеннале» (2006, Петрозаводск); Диплом Третьей Международной независимой Биеннале графики «Белые Интерночи» (2006; Санкт-Петербург).
Лауреат республиканской премии им. Ш.Бабича (1997).

## Выставки
Рахматуллина с 1986 года принимает участие в республиканских, зональных, региональных, межрегиональных, всесоюзных, всероссийских международных и зарубежных выставках.
Всего у Рахматуллиной состоялось 19 персональных выставок, из них три персональные выставки в Центральном Доме художника в Москве.
Персональные выставки:
- Акварель. Уфа, Уфимское училище искусств, 1989.
- Акварель. Уфа, Республиканский выставочный комплекс, 1993.
- «Флюиды. Игра воображения». Уфа, Малый выставочный зал Союза художников; «Флюиды. Игра воображения». Москва, ЦДХ, 1996.
- Акварель. Уфа, Дом Актёра; Акварель. Уфа, Галерея современного искусства «Урал», 1997.
- Акварель. Уфа, Президент-отель, 1998.
- «Новолуние». Москва, ЦДХ, 2000.
- «Чаша голубая». Москва, ЦДХ, 2002
- «Акварели метаморфозы». Уфа, Президент-отель, 2004
- Акварель. Уфа, Республиканский академический русский театр драмы Башкортостана, 2005.
- Персональная выставка в галерее Президент-отеля г. Уфа, 2011.
- Республиканская выставка «Акварельная весна» в Уфимской художественной галерее. 2012.

В 2012 году в Турции прошла выставка художников, входящих в Международную организацию тюркской культуры (ТЮРКСОЙ). От Республики Башкортостан на выставке принимала участие Лейсан Рахматуллина.